# Distúrbios de Los Angeles em 1992
Os distúrbios de Los Angeles em 1992 foram desencadeados em 29 de abril de 1992, quando um júri absolveu oficiais do Departamento de Polícia de Los Angeles, três brancos e um hispânico, acusados de agressão contra o motorista negro Rodney King após uma perseguição em alta velocidade. A agressão dos policiais foi filmada. Milhares de pessoas na área de Los Angeles se revoltaram ao longo dos seis dias após o veredito provocando um conflito racial.
Saques, assaltos, incêndios, assassinatos e danos materiais ocorreram, causando cerca de US$ 1 bilhão de prejuízo. Ao todo, 53 pessoas morreram durante os tumultos e milhares mais foram feridas. Reginald Denny, um motorista de caminhão branco que passava pelo local dos distúrbios, foi arrancado de seu caminhão e agredido violentamente quase até a morte, tornando-se involuntariamente um símbolo da agressão e violência dos dias dos distúrbios.
Os tumultos começaram no dia 29 de abril e iniciaram-se na região sul da cidade de Los Angeles, espalhando-se em seguida por toda a região metropolitana do Condado de Los Angeles. Como a polícia local não conseguiu lidar com a situação após quase uma semana de protestos, o Corpo de Fuzileiros Navais e a Guarda Nacional da Califórnia foram chamados para patrulhar as ruas, e, no sexto dia após o início, os tumultos finalmente cessaram. Após o final dos protestos, uma profunda reforma na polícia de Los Angeles foi realizada, o que incluiu a demissão do chefe de polícia, e os policiais envolvidos foram novamente julgados.

## Consequências
Os tumultos terminaram depois que várias forças da Guarda Nacional do Exército da Califórnia, da 7.ª Divisão de Infantaria e da 1.ª Divisão Marinha foram trazidas para reforçar a polícia local. No total, 55 pessoas foram mortas durante os distúrbios e mais de 2000 foram feridas.

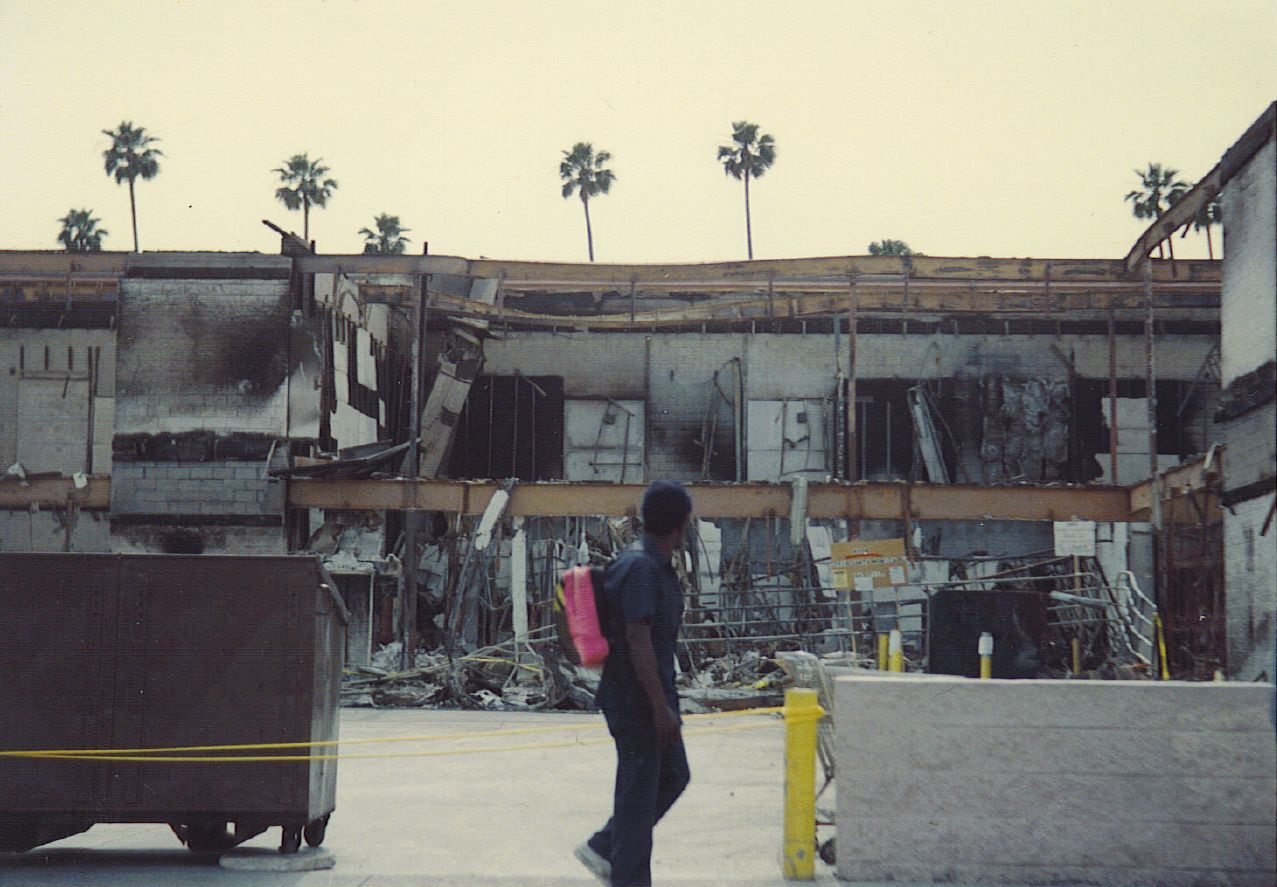
Destruição provocada pelos distúrbios.

Depois que os tumultos cessaram, um inquérito foi encomendado pela Comissão de Polícia da cidade, liderada por William H. Webster (consultor especial) e Hubert Williams (consultor especial adjunto, presidente da Fundação da Polícia). As conclusões do inquérito, The City in Crisis: A Report by the Advisor Special to the Board of Police Commissioners on the Disorder Civil in Los Angeles, também conhecido coloquialmente como Webster Report ou Webster Commission, foi divulgado em 21 de outubro de 1992.
O chefe de polícia da polícia de Los Angeles, Daryl Gates, que vira seu sucessor Willie L. Williams nomeado pela Comissão de Polícia dias antes dos tumultos, foi forçado a renunciar em 28 de junho de 1992. Algumas áreas da cidade viram tréguas temporárias entre as gangues rivais Crips e Bloods, o que alimentou especulações entre os oficiais da polícia de Los Angeles de que a trégua seria usada para uni-los contra o departamento.

## Impacto cultural

### Documentários
Os acontecimentos de 1992 ganharam documentários em 2017 que os explicam. O primeiro, intitulado de LA 92, explora o contexto e a história do preconceito na cidade. Já o segundo documentário, intitulado de Rodney King, foca na história do motorista agredido.